# Фрунзенский район (Ярославль)
Фрунзенский район — один из шести административных районов города Ярославля. Охватывает восток закоторосльной (южной) части города. На территории, включённой в район, проживает 129 488 чел. (2021) (22.97 % ярославцев).
В 2015 году оба южных района Ярославля — Фрунзенский и Краснопереко́пский — были фактически объединены в одну административную единицу. При этом были сохранены оба старых названия, и ныне административно-территориальная единица носит название Фрунзенский и Красноперекопский районы. Предполагавшаяся изначально смена названия на более удобное и краткое Южный район — так и не была осуществлена.
Территория администрирования Фрунзенского района включает в себя жилые районы Суздалка, Сокол, Дядьково, Липовая Гора, посёлки Тропино, Ямская Слобода, Коровники, Тугова Гора, Новосёлки, Мирный, Октябрьский, Великий, Прибрежный, а также промзоны — Приволжскую и Новосёлки.

## Географическое положение
Фрунзенский район граничит с Заволжским по реке Волге, Кировским по реке Которосли, Красноперекопским по Московскому проспекту, а также с Ярославским районом области по южной границе города.

## История
Образован в 1975 году Указом Президиума Верховного Совета РСФСР от 21 февраля путём выведения района из состава Красноперекопского района Ярославля. В разное время территория Фрунзенского района входила в состав Красноперекопского района (1936—1938 годах), Кагановичского (1938—1944 годах), Приволжского (1944—1948 годах), вновь Кагановичского (1948—1953 годах) и вновь Красноперекопского (1953—1975 годах) районов.
С 2015 года управление Фрунзенским и Красноперекопским районами Ярославля осуществляется единой администрацией.

## Население
| 1979     | 1989     | 2002     | 2009     | 2010     | 2011     | 2012     |
| -------- | -------- | -------- | -------- | -------- | -------- | -------- |
| 107 924  | ↗122 988 | ↗123 977 | ↗127 056 | ↘124 531 | ↗124 800 | ↗126 491 |
| 2013     | 2014     | 2015     | 2016     | 2017     | 2018     | 2019     |
| ↗128 117 | ↗129 790 | ↗130 906 | ↗132 579 | ↗133 405 | ↗133 956 | ↗135 150 |
| 2020     | 2021     |          |          |          |          |          |
| ↘134 186 | ↘129 488 |          |          |          |          |          |